# Jasione sessiliflora
Jasione sessiliflora là loài thực vật có hoa trong họ Hoa chuông. Loài này được Boiss. & Reut. mô tả khoa học đầu tiên năm 1842.